# Stebnik (stacja kolejowa)
Stebnik (ukr. Стебник, ros. Стебник) – stacja kolejowa w miejscowości Stebnik, w rejonie drohobyckim, w obwodzie lwowskim, na Ukrainie.
Stacja istniała przed II wojną światową.